# تپه قلعه خرابه عباس‌آباد (کد ۴۷)
تپه قلعه خرابه عباس‌آباد (ک - ۴۷) مربوط به دوران‌های تاریخی پس از اسلام است و در شهرستان کنگاور، روستای عباس‌آباد واقع شده و این اثر در تاریخ ۲۴ فروردین ۱۳۸۲ با شمارهٔ ثبت ۸۱۱۱ به‌عنوان یکی از آثار ملی ایران به ثبت رسیده است.